# Gwendolyn Rutten
Gwendolyn Rutten (ur. 26 czerwca 1975 w Hasselt) – belgijska i flamandzka polityk oraz działaczka samorządowa, deputowana, od 2012 do 2020 przewodnicząca partii Flamandzcy Liberałowie i Demokraci (Open VLD).

## Życiorys
Absolwentka studiów prawniczych i z zakresu stosunków międzynarodowych na Katholieke Universiteit Leuven. W 1999 została etatowym działaczem flamandzkich liberałów. Zajmowała się szkoleniami i polityką informacyjną, doradzała przewodniczącemu partii, gdy funkcję tę pełnił Karel De Gucht. W późniejszych latach zatrudniona w instytucjach europejskich, a po powrocie do kraju jako sekretarz regionalnych ministrów (Fientje Moerman i Dirka Van Mechelen). W międzyczasie w 2007 wybrano ją do rady miejskiej w Aarschot. Była członkinią władz wykonawczych tej miejscowości.
W wyborach w 2010 została wybrana w skład Izby Reprezentantów. Gdy w październiku 2012 Alexander De Croo został powołany w skład federalnego rządu, zrezygnował wkrótce z kierowania partią. Gwendolyn Rutten zgłosiła swoją kandydaturę, uzyskując poparcie ze strony liderów Open VLD. W głosowaniu otrzymała poparcie około 60% głosujących, uzyskując 8 grudnia 2012 wybór na stanowisko nowego przewodniczącego flamandzkich liberałów. W 2014 została posłanką do Parlamentu Flamandzkiego (reelekcja w 2019 oraz 2024).
Po wyborach lokalnych z 2018 powołano ją na burmistrza Aarschot (z kadencją od 2019). W 2020 na czele partii zastąpił ją Egbert Lachaert. W listopadzie 2023 zastąpiła Barta Somersa na funkcjach wicepremiera oraz ministra do spraw administracji krajowej w rządzie Flandrii Jana Jambona. Stanowiska te zajmowała do września 2024.